# Beasts of Paradise

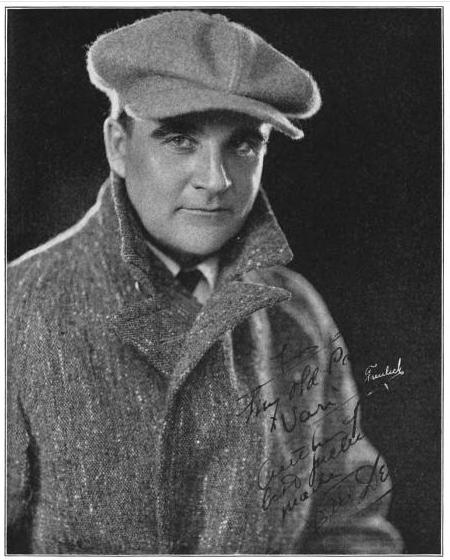
William Desmond, que personifica Phil Grant no seriado.

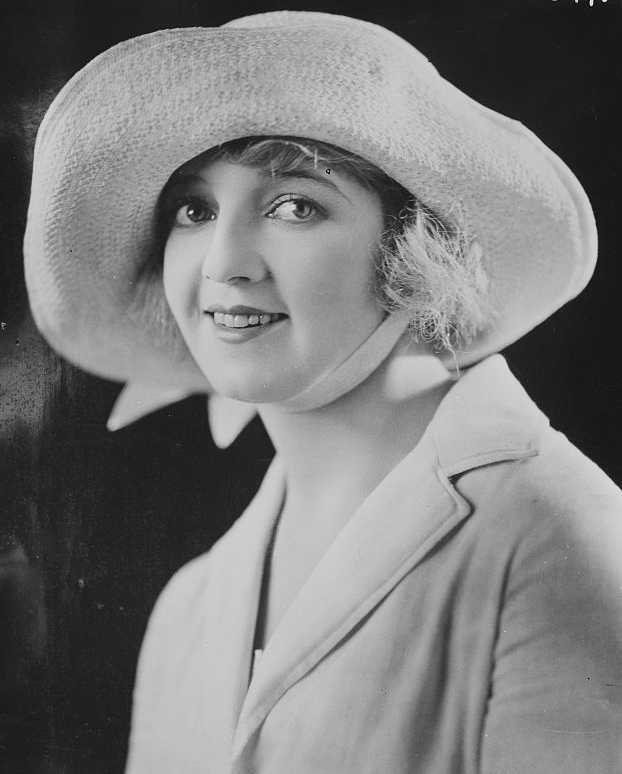
Eileen Sedgwick, atriz do seriado.

Beasts of Paradise (bra Feras do Paraíso) é um seriado estadunidense de 1923, no gênero aventura, dirigido por William James Craft, em 15 capítulos, estrelado por William Desmond e Eileen Sedgwick. O seriado foi produzido e distribuído pela Universal Pictures, e veiculou nos cinemas estadunidenses entre 1 de outubro de 1923 e 7 de janeiro de 1924.
Este seriado é considerado perdido. Embora atualmente perdido nos EUA, partes do seriado estão listadas no Gosfilmofond Russian State Archive.

## Elenco
- William Desmond - Phil Grant
- Eileen Sedgwick - Helen Frazer
- William Gould
- Ruth Royce - Marie Verne
- Margaret Morris - Tilah
- James Welsh
- Clark Comstock
- Joe Bonomo - Big Jack
- Slim Cole
- Alfred Fisher
- Gordon McGregor
- William Welsh

## Capítulos
1. The Mystery Ship
2. Unseen Perils
3. The Typhoon
4. The Sea Raider
5. The Tidewater Trap
6. The Alligator Attacks
7. The Deluge
8. The Mutiny
9. Ship Aflame
10. The Mad Elephant Charge
11. Smothered in the Sands
12. Millions in Gold
13. Into the Bloodhounds' Jaws
14. Into the Whirlpool
15. The Trail's End

Fonte: 